# Regina consoartă
Regina consoarta este un titlu purtat in diferite religii de Zeița mamă.

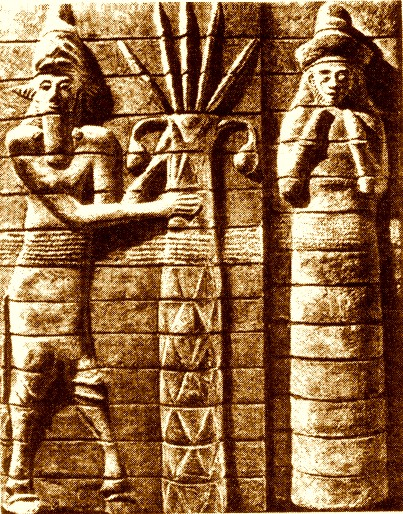
Zeița NInhursag

Regina consoartă este cunoscută sub diferite nume depinde de cultură: Afrodita (grecesc), Isis (egiptian), Asherah (iudaic), Durga (hindus), Venus (roman), Inanna (sumerian), Ishtar (mesopotamian), Bendis (dac) și Astarte (canaanit). Ea este consoarta zeului El. Animalul ei sfânt (potrivit religiilor pagane, inclusiv hinduismul) sunt: șarpele, bufnița și leul/tigrul.
Se spune că în paganism ea este shakti (energia feminina a univerului) și domina chakra coroanei. În ziua de azi această Zeiță este considerată în special de religiile abrahamice ca fiind diabolică. Această Zeiță era Zeița iubirii, feritității, copiilor, Zeița mamă și Zeița războiului. Zeița este aceeași Ninhursag. 
MIturile sugerează că ea a fost mai întâi soția lui Anu, mai târziu a lui Enki și, a fiului ei, Enlil. Ninhursah este Ki și Astarte/Innana. Ea mai este Zeița lunii și a planetei Venus. De la această Zeiță provine simbolul feminin căci simbolul feminin este iconița planetei Venus.